# Tegalpanjang (Sucinaraja)
Tegalpanjang is een bestuurslaag in het regentschap Garut van de provincie West-Java, Indonesië. Tegalpanjang telt 5328 inwoners (volkstelling 2010).